# زرشک تکزاسی
زرشک تکزاسی (نام علمی: Berberis swaseyi) نام یک گونه از سرده زرشک است.